# Marie Magnier
 (avril 2023).
Si vous disposez d'ouvrages ou d'articles de référence ou si vous connaissez des sites web de qualité traitant du thème abordé ici, merci de compléter l'article en donnant les références utiles à sa vérifiabilité et en les liant à la section « Notes et références ».
Marie Magnier, née le 2 septembre 1848 à Paris et morte 17 juillet 1913 à Arcachon, est une comédienne française de théâtre. Elle joue à Paris entre 1867 et 1913 dans de très nombreuses pièces à succès.

## Biographie
Marie Louise Joséphine Magnier naît le 2 septembre 1848 dans l'ancien 2e arrondissement de Paris. Elle est la fille de Jacques Jean Baptiste Magnier et Austrebeth Éléonore Volant, dans une famille de 8 enfants. Elle débute à l'âge de 19 ans au théâtre du Gymnase.

« Une des comédiennes les plus jolies et les plus élégantes. Physionomie ouverte et vive, taille souple et élevée, nature gaie, nerveuse, talent essentiellement en dehors, elle possède les qualités requises pour jouer les grandes coquettes, les jeunes femmes volages ou étourdies. C'est ainsi qu'elle sut rendre complètement le personnage de Phrynée et qu'elle joua à ravir la femme du Colonel dans les Braves Gens. Sa dernière création les Cartes Forcées nous l'a montrée sous un nouvel aspect : elle sut donner beaucoup de caractère à un personnage de jeune femme russe écervelée et bonne fille, toujours gaie, pétulante et ramenant autour d'elle la bonne humeur. »

— Félix Jahyer, Les Camées artistiques, juillet 1882
« Marie Magnier était, avec Mlle Jeanne Granier et Mlle Ève Lavallière, l'idole du public des Variétés et une des meilleures artistes de cette troupe. » (Robert Dorgeval, juillet 1913).
Comédienne renommée, notamment au Théâtre des Variétés à Paris, elle est amie du poète François Coppée avec lequel elle correspond régulièrement.
À la suite de graves problèmes cardiaques, elle part en juin 1913 en compagnie d'Ève Lavallière se reposer à Arcachon.[réf. nécessaire] Elle y meurt le 17 juillet suivant. Elle est inhumée au cimetière de Fontainebleau.
Marie Magnier est la mère de Maurice et Léa Magnier (1870-1956), nés de sa liaison avec Raoul Aubernon de Nerville.
Prosper d'Epinay, sculpteur réputé, a réalisé en 1873 un buste de Marie Magnier (appelé "La Comédie")
De nombreuses photographies de Marie Magnier existent, en costumes de scène, réalisées par des photographes réputés (Nadar, etc.)

## Théâtre

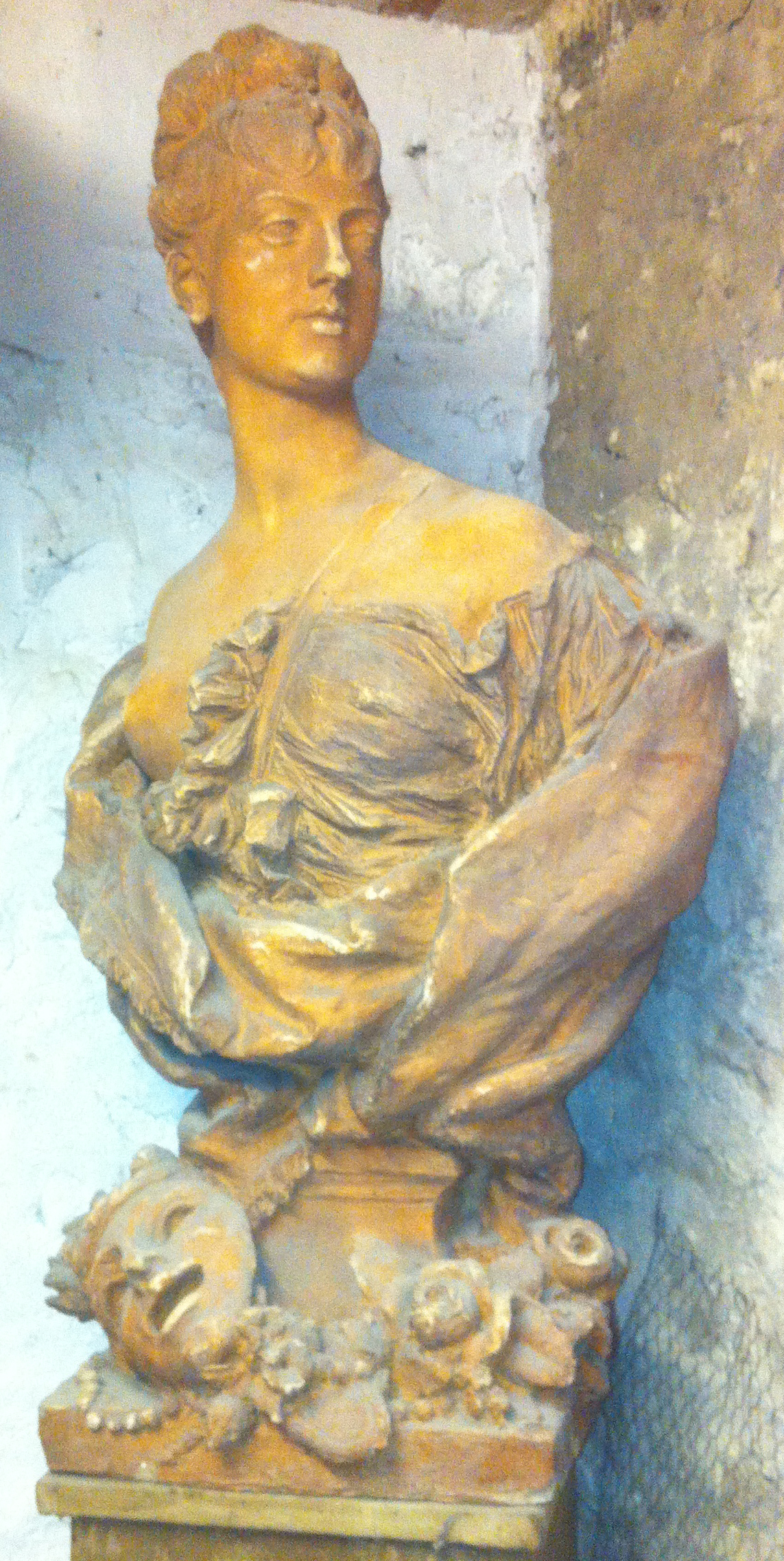
Buste de Marie Magnier par Prosper d'Épinay 1873.

Débutante en 1867 au Théâtre du Gymnase, sa carrière est ininterrompue pendant près de 46 ans.
Au théâtre du Gymnase à partir de 1867
- Nos bons villageois
- Le Père de la débutante
- Les Grandes Demoiselles
- Le Monde où l'on s'amuse
- Fernande
- Les Braves Gens
- Phrynée
- Un roman parisien
- Monsieur le ministre
- Le Prince Zilah
- La Doctoresse
- Le Bonheur conjugal
- L'Abbé Constantin
- Les Femmes nerveuses
- Belle Maman

Au théâtre du Palais-Royal
- Le Plus Heureux des trois (1875)
- La Clé (1877)
- Le Tunnel (1877)
- La Boîte à Bibi (1877)
- Les Demoiselles de Montfermeil (1877)
- Le Renard bleu (1878)
- Les Vieilles Couches (1878)
- Nounou
- Le Système Ribadier

Au théâtre des Variétés
- Le Nouveau Jeu
- Le Voyage autour du code
- Miquette et sa mère de Robert de Flers et Gaston Arman de Caillavet, 1906
- Le Bonheur, mesdames
- Les Favorites d'Alfred Capus, 1911, aux côtés d'Albert Brasseur et Ève Lavallière
- Le Circuit
- Le Roi de Robert de Flers et Gaston Arman de Caillavet, Emmanuel Arène, 1908
- Le Bois sacré (de Robert de Flers et Gaston Arman de Caillavet, 1910
- L'Habit vert
- Les Honneurs de la guerre
- La Dame de chez Maxim's de Georges Feydeau

Au théâtre du Vaudeville
- Les Respectables
- Feu Toupinel

Au théâtre de la Renaissance
- L'Enfant prodigue

Au théâtre de l'Odéon
- Les Fourchambeault

Au théâtre de la Porte-Saint-Martin
- La Pompadour